# 1961 год в спорте
Список 1961 год в спорте перечисляет спортивные события, произошедшие в 1961 году.

## СССР
- Чемпионат СССР по боксу 1961;
- Чемпионат СССР по самбо 1961;
- Чемпионат СССР по классической борьбе 1961;
- Чемпионат СССР по лёгкой атлетике 1961;
- Чемпионат СССР по русским шашкам 1961;
- Чемпионат СССР по хоккею с мячом 1960/1961;
- Чемпионат СССР по шахматам 1961 (ноябрь – декабрь);
- Чемпионат СССР по шахматам 1961 (январь – февраль);

### Волейбол
- Чемпионат СССР по волейболу среди женщин 1961;
- Чемпионат СССР по волейболу среди мужчин 1961;
- Чемпионат СССР по волейболу среди мужчин 1961/1962;

### Футбол
- Чемпионат СССР по футболу 1961;
- Кубок СССР по футболу 1961;
- Созданы клубы:
  - «Булат-АМТ»;
  - «Кристалл» (Херсон);
  - МОИК;
  - «Мордовия»;
  - «Нарзан»;
  - «Север»;
  - «Содовик»;
  - «Спартак» (Куба);
  - «Торпедо» (Павлово);
  - Торпедо-БелАЗ;
  - «Тюмень»;
  - «Факел-Стрела»;
  - «Шахтёр» (Солигорск);

### Хоккей с шайбой
- Чемпионат СССР по хоккею с шайбой 1960/1961;
- Чемпионат СССР по хоккею с шайбой 1961/1962;
- Создан клуб «Нефтяник» (Лениногорск);

Создан клуб "Салават Юлаев" "Уфа"

## Международные события
- Катастрофа Boeing 707 под Брюсселем;
- Кубок чемпионов ФИБА 1960/1961;
- Кубок чемпионов ФИБА 1961/1962;
- Летняя Универсиада 1961;
- Чемпионат Европы по боксу 1961;
- Чемпионат Европы по фигурному катанию 1961;
- Чемпионат Южной Америки по волейболу среди женщин 1961;
- Чемпионат Южной Америки по волейболу среди мужчин 1961;

### Чемпионаты мира
- Чемпионат мира по биатлону 1961;
- Чемпионат мира по конькобежному спорту в классическом многоборье 1961;
- Чемпионат мира по стендовой стрельбе и стрельбе по движущейся мишени 1961;
- Чемпионат мира по хоккею с мячом 1961;
- Чемпионат мира по хоккею с шайбой 1961;

### Футбол
- Давка на стадионе «Айброкс»;
- Матчи сборной СССР по футболу 1961;
- Кубок европейских чемпионов 1960/1961;
- Кубок европейских чемпионов 1961/1962;
- Кубок Либертадорес 1961;
- Кубок обладателей кубков УЕФА 1961/1962;
- Кубок ярмарок 1960/1961;
- Кубок ярмарок 1961/1962;
- Кубок обладателей кубков УЕФА 1960/1961;
- Кубок обладателей кубков УЕФА 1961/1962;
- Международный футбольный кубок 1961/1962;
- Финал Кубка европейских чемпионов 1961;
- Финал Кубка обладателей кубков УЕФА 1961;

### Шахматы
- Командный чемпионат Европы по шахматам 1961;
- Матч за звание чемпиона мира по шахматам 1961;
- Турнир претенденток по шахматам 1961;

## Персоналии

### Родились
- Хайбулаев, Гусейн Асадулаевич — советский и российский дагестанский самбист и дзюдоист;
- 23 февраля — Ахмед Атавов, советский борец вольного стиля, чемпион мира в абсолютной весовой категории;
- 1 июня — Ахмад Ачичаев, советский штангист.